# ルノー・キャンパス
ルノー・キャンパス(Reanult Campus)とは、ベネリからOEM供給を受けてルノー・スポールが発売していた原付スクータータイプのオートバイである。

## 概要
キャンパスは2002年に発売されたオートバイである。ベネリとOEM提携を結んだルノーから発売されていた4車種の一つ。販売管理はルノー・スポールが行っていた。2003年にルノーがスクーターから撤退するまで開発され続け、50AC、50LC、50Replicaが発売された。

## モデル一覧

### キャンパス50AC
2002年にルノーが発売した50ccクラスの空冷タイプのスクーターである。日本でも発売された。

### キャンパス50LC
2003年にルノーが発売した液冷タイプのスクーター。日本でも発売された。

## 関連車種
その他のOEM
- ルノー・クラノス
- ルノー・フルタイム
- ルノー・スペシメン